# Alberto Blanc

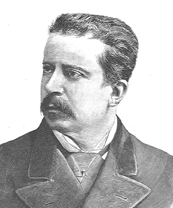
Alberto Blanc

Alberto Blanc (* 10. November 1835 in Chambéry; † 31. Mai 1904 in Turin) war ein italienischer Politiker Diplomat. Von 1893 bis 1896 war er unter Ministerpräsident Francesco Crispi italienischer Außenminister.
Da der größere und wichtigere Teil seiner Dienstzeit nach der Erhebung in den Adelsstand lag, erscheint er in der Literatur auch oft als Alberto de Blanc.

## Leben
Alberto Blanc war der Sohn von Mariette Cartannas und Louis François Blanc. Er entschied sich zum Zeitpunkt der Abtretung von Savoyen an Frankreich für die italienische Staatsangehörigkeit. Alberto Blanc besuchte die Schule von Cavour, studierte Rechtswissenschaft an der Universität Turin und promovierte zum Doktor der Rechte. Als Student schrieb er für die Revue des Deux Mondes und das Journal des Débats in Paris. In der Reihe Memoirs Diplomatiques veröffentlichte er eine Studie zur Korrespondenz der Mission des Joseph de Maistre 1802 in Sankt Petersburg. Am 2. Februar 1860 sandte ihn Camillo Benso von Cavour auf eine Mission nach Paris. Am 24. Oktober 1860 trat er in den auswärtigen Dienst. 1864 war Alberto Blanc Generalstabschef von Alfonso La Marmora.
Im März 1866 wurde er mit Emilio Visconti-Venosta, als dessen Gesandtschaftssekretär nach Konstantinopel gesandt. Marchese Visconti-Venosta wurde unmittelbar nach der Ankunft zurückgerufen und wurde in der Regierung von Bettino Ricasoli Minister. Vom 3. August bis 3. Oktober 1866 nahm Alberto Blanc nach dem Ende des Kriegs mit Österreich an den Verhandlungen zum Frieden von Wien teil. Am 4. Mai 1867 wurde er nach London zu einer Konferenz zur Luxemburgkrise gesandt. 1868 war er Geschäftsträger in Wien. Nach der Schlacht von Sedan, im September 1870, verhandelte er mit Pius IX. im Lager von Raffaele Cadorna der Ältere die Römische Frage. Vom 27. Oktober 1870 bis 28. Mai 1871 war er Botschafter nächst dem Real Sitio de San Lorenzo de El Escorial, 1871 wechselte er als Botschafter nach Brüssel.
1873 schlug ihn Viktor Emanuel II. zum Ritter. Von 12. November 1875 bis 1880 war er Botschafter in Washington, D.C., wo er am 12. Mai 1878 Dolores Natica Terry heiratete. Ihr Sohn war der Wissenschaftler Gian Alberto Blanc (* 24. Juni 1879 New York City; † 31. Dezember 1966 in Rom). Vom 28. November 1880 bis 31. August 1881 war er Gesandter in München. Von 31. Dezember 1883 bis 1886 war er erneut Botschafter in Madrid. Am 2. Februar 1885 vereinbarten die Regierungen der Vereinigten Staaten und Spaniens durch Notenwechsel, Alberto Blanc das Mandat für die Schlichtung im Fall der Beschlagnahmung der vor Manila durch den spanischen Zoll am 16. Mai 1878 aufgebrachten USS Masonic zu erteilen.
Vom 3. Februar 1887 bis 2. Oktober 1891 war er Botschafter an der hohen Pforte in Konstantinopel. Am 6. August 1888 war er Generalbevollmächtigter für das Übereinkommen über die kostenlose Nutzung des Sueskanal. 1892 wurde er von König Umberto I. zum Senator ernannt. Vom 15. Dezember 1893 bis 10. März 1896 war er in den Kabinetten Crispi III und Crispi IV Außenminister.
Seine Amtszeit als Außenminister endete infolge der Regierungskrise und dem Rücktritt von Crispi nach der Niederlage der italienischen Truppen in der Schlacht von Adua gegen die Armee des äthiopischen Kaisers Menelik II.

## Veröffentlichungen (Auswahl)
- Correspondance diplomatique de Joseph de Maistre: 1811-1817. (2 Bände),  Michel Lévy Frères, Paris 1861.
- mit Isacco Artom: Oeuvre parlamentaire du Comte de Cavour. J. Hetzel éditeur, Paris 1862.